# Три паралельні річки

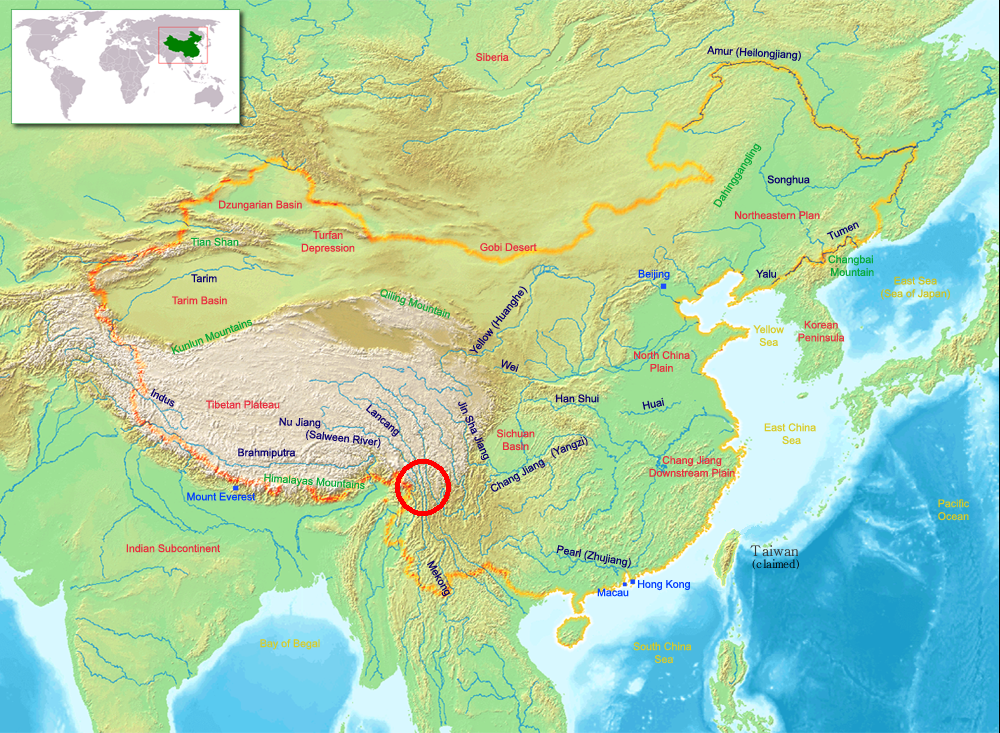
Розташування національного парку

«Три паралельні річки» — національний парк у Китаї, розташований у Сино-Тибетських горах на території від північного заходу провінції Юньнань (Нуцзян-Лісуська та Дечен-Тибетська автономні префектури) до південного сходу провінції Цинхай (Голо-Тибетська автономна префектура). Вісім ділянок парку сумарною площею 1,7 млн га входять у список Світової спадщини ЮНЕСКО.
На території парку лежать верхів'я одних з найбільших річок Азії: Янцзи, Меконгу та Салуїну які протікають в ущелинах до 3 000 м завглибшки. На цій ділянці річки течуть майже паралельно з півночі на південь. Після повороту Янцзи на північ, вона протікає по знаменитому каньйону Стрибаючого тигра.
Три паралельні річки — дуже багатий з точки зору біологічного різноманіття район Китаю і навіть всього помірного поясу Землі. Через складний і різноманітний клімат, у районі «триріччя» знайшли притулок безліч видів рослин і тварин. Цей район займає площу менш ніж 0,4 % всієї території Китаю, але в ньому росте понад 6000 видів або близько 20 % всіх рідкісних і цінних рослин Китаю. Також тут мешкають понад 25 % всіх видів фауни КНР.